# Icoaraci
Icoaraci est une ville de 200 000 habitants située dans le district de Belém dans l'État du Pará, dans le nord du Brésil.

## Toponymie
Icoaraci est un toponyme d'origine tupi qui signifie « soleil de la rivière ». Il résulte de la jonction de y (« eau, rivière ») et de kûarasy (« soleil »).

## Géographie
Icoaraci est l'un des huit districts composant la municipalité de Belém, capitale de l'État du Pará. Il se situe à environ 20 km du centre de la capitale et compte environ 200 000 habitants, selon l'Institut brésilien de géographie et de statistiques (IBGE). 
Il est situé en bordure de l'estuaire des fleuves Tocantins et Pará[réf. nécessaire], près de l'île d'Outeiro (pt), à laquelle on accède par bateau depuis le port, par la 7e rue ou par un pont. À Icoaraci, il est également possible de prendre des ferries quotidiens pour l'île de Marajó et des bateaux pour l'île de Cotijuba (pt), qui n'est accessible que par cette voie,.
Le centre du district comprend les quartiers Águas Negras, Agulha, Campina de Icoaraci, Cruzeiro, Maracacuera, Paracuri, Parque Guajará, Xiteua, Recanto Verde, COHAB, Ponta Grossa, Pratinha, et plusieurs zones résidentielles. Son indice de développement humain est inférieur à celui de nombreux pays africains et de régions en guerre comme la Syrie, l'Afghanistan et l'Irak.
Son noyau d'origine, à partir duquel il s'est développé, est constitué de ruas (« rues »), numérotées de la 1re à la 7e, et de travessas (« traverses ») qui les relient.

## Économie
L'économie d'Icoaraci est basée sur un parc industriel qui abrite, principalement, les secteurs de la pêche, du bois, de la menuiserie, et du cœur de palmier. Un autre pôle économique du district est le marché en plein air d'Oito de Maio, situé dans le quartier de Campina. En outre, le quartier compte trois grands entrepôts, les atacarejos, un mélange de grossistes et de détaillants en produits alimentaires.
Cependant, Icoaraci se distingue en tant que centre d'artisanat céramique, installé dans le quartier de Paracuri, où des répliques de récipients typiques des anciennes nations indigènes, principalement marajoara et tapajó, sont produites à partir de pièces cataloguées par le musée Emílio Goeldi. Cet art garantit une importance à l'endroit sur le plan culturel pour la région de l'Amazonie, puisqu'il abrite également plusieurs groupes folkloriques de danses typiques (Asa-Branca, Vaiangá, Balé Folclórico da Amazônia, Grupo de Expressões Culturais Art Marajoara), de musiciens (Mestre Verequete, Nazaré Pereira) et du poète Antônio Tavernard, parmi d'autres représentants de l'art amazonien qui y vivent encore, comme Mestre Cardoso (potier) et le professeur Etelvina (danseur folklorique), tous deux pionniers dans leur art.
Le district dispose d'une  structure électrique et de télécommunication, ainsi que de services tels que des banques, des hôpitaux, un forum, un bureau d'enregistrement, des supermarchés, plusieurs écoles, des églises, des services de taxi et de covoiturage.
Le tourisme est présent à Vila Sorriso, avec l'exposition de céramiques indigènes sur la place São Sebastião et un pôle gastronomique exposant la cuisine typique du Pará (tacacá, maniçoba (pt), pato no tucupi (pt)) et notamment la caldeirada avec les fruits des rivières amazoniennes, que l'on peut trouver dans les restaurants et les kiosques autour de la plage de Cruzeiro.